# Sojuz TMA-1
La Sojuz TMA-1 è stata una missione diretta verso la Stazione spaziale internazionale.

## Equipaggio
| Ruolo               | Equipaggio al lancio                   | Equipaggio all'atterraggio                         |
| ------------------- | -------------------------------------- | -------------------------------------------------- |
| Comandante          | Sergej Zalëtin, Roscosmos Secondo volo | Nikolaj Budarin, Roscosmos Expedition 6 Primo volo |
| Ingegnere di volo 1 | Frank De Winne, ESA Primo volo         | Kenneth Bowersox, NASA Expedition 6 Quinto volo    |
| Ingegnere di volo 2 | Jurij Lončakov, Roscosmos Secondo volo | Donald Pettit, NASA Expedition 6 Primo volo        |

### Equipaggio di riserva
| Ruolo             | Equipaggio                    | Equipaggio                    |
| ----------------- | ----------------------------- | ----------------------------- |
| Comandante        | Jurij Lončakov, Roscosmos     | Jurij Lončakov, Roscosmos     |
| Ingegnere di volo | Aleksandr Lazutkin, Roscosmos | Aleksandr Lazutkin, Roscosmos |

## Parametri della missione
- Perigeo: 193 km
- Apogeo: 235 km
- Inclinazione: 51,6°
- Periodo: 1 ora, 28 minuti e 42 secondi

### Attracco con l'ISS
- Aggancio all'ISS: 1º novembre 2002, 5:01 UTC (al modulo Пирс)
- Sgancio: 3 maggio 2003, 22:43 UTC (dal modulo Пирс)

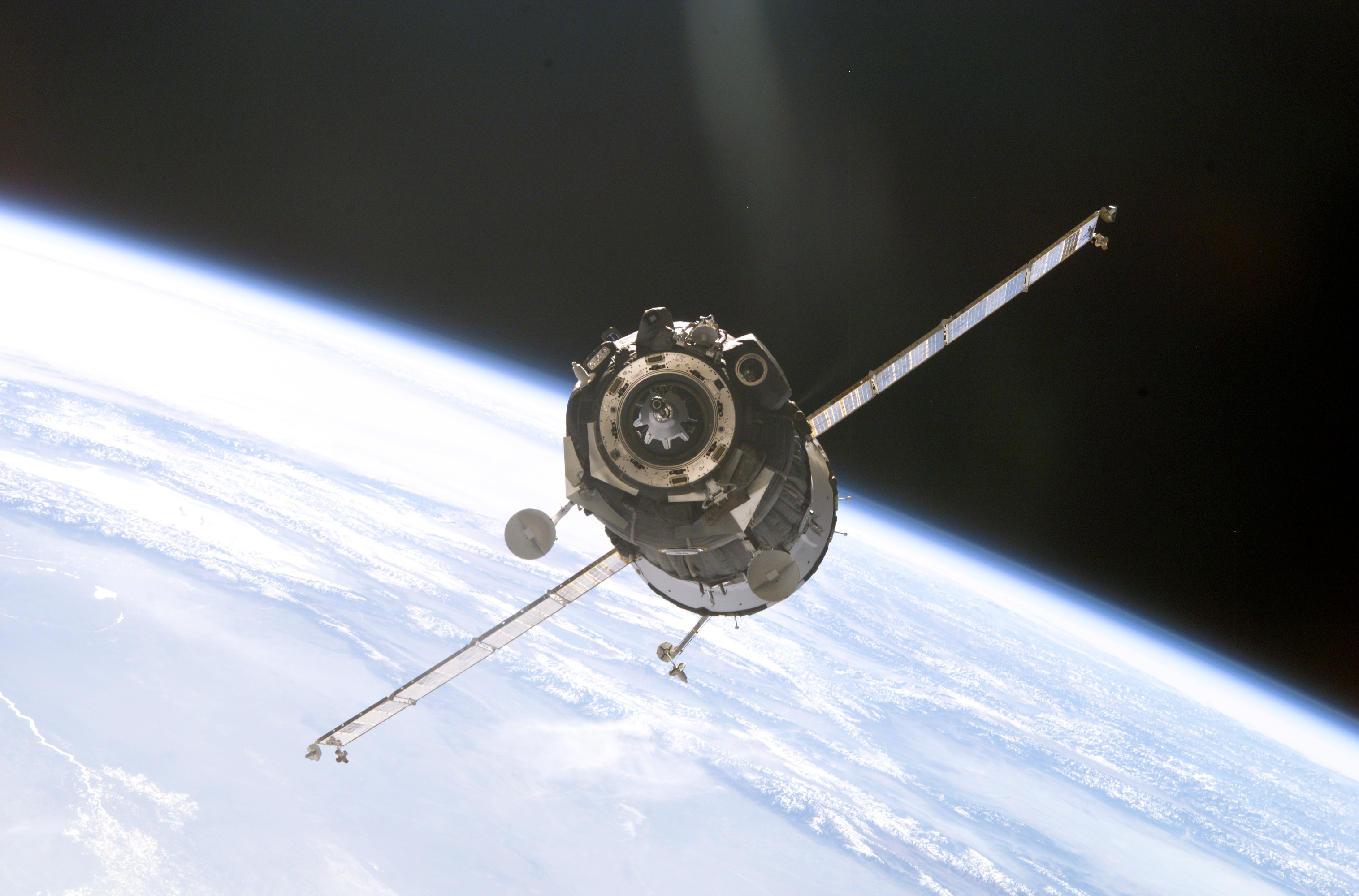
La Sojuz TMA-1 in avvicinamento alla Stazione spaziale internazionale